# Surprise de Meaux
Pour les articles homonymes, voir Bataille de Meaux.

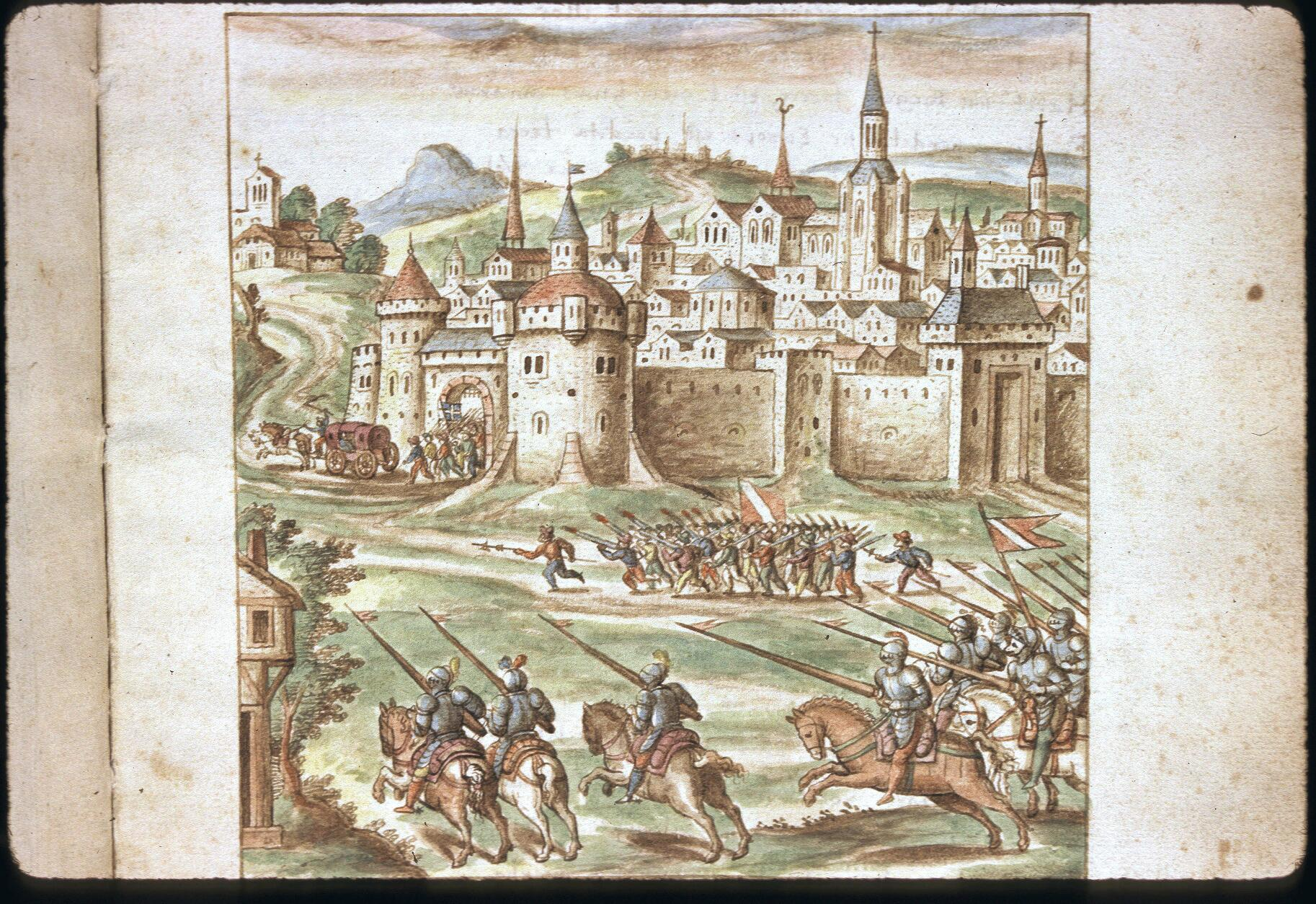
Charles IX (roi de France) attaqué par les protestants à Meaux.
Enluminure du manuscrit Carmen de tristibus Galliae, 1577, Bibliothèque municipale de Lyon, ms. 0156,.

La surprise de Meaux (aussi appelée la bataille de Meaux) est une conspiration organisée en 1567 par Louis Ier de Bourbon-Condé, un des principaux chefs protestants, pour enlever le roi de France, Charles IX, et la famille royale. Cet événement déclenche la deuxième guerre de Religion (1567-1568).

## Histoire
Sentant monter les périls, prenant prétexte que le roi de France est menacé par les Italiens qui envisagent de le capturer, Condé décide de monter une action préventive malgré les réserves de Gaspard II de Coligny. Le 28 septembre 1567, il fait investir le château de Montceaux, près de Meaux, pour s'emparer de la personne du roi. Celui-ci et sa mère, Catherine de Médicis, ne parviennent à échapper aux protestants que d'extrême justesse et peuvent s'enfuir à Meaux puis gagner Paris. Cette opération que l'histoire a retenue sous le nom de « surprise de Meaux » est le prétexte au déclenchement de nouvelles violences. Le lendemain, jour de la Saint-Michel, des prêtres catholiques sont massacrés et des atrocités sont commises lors de la « Michelade » de Nîmes.
La seconde guerre civile qui suit ces événements ne dure guère, les adversaires n'ayant ni les moyens financiers, ni peut-être la détermination pour engager la bataille, qui se réduit à quelques opérations sans grande envergure. La paix de Longjumeau qui y met fin revient au statu quo ante. Ce n'est toutefois qu'une simple trêve mise à profit pour reconstituer les forces militaires. La vraie guerre reprend en 1569. Les huguenots se sont alors installés à La Rochelle pendant la trêve et y ont reconstitué leurs troupes. Les combats suivants se déroulent dans les provinces de l'Ouest et du Sud-Ouest.

## Possible culpabilité
Proche d'une des plus grandes familles du royaume, les Coligny, Guyonne de Rieux est considérée, avec Louis de Condé, l'amiral de Coligny et François d'Andelot, comme l'instigatrice de la surprise de Meaux. Pour l'Art de vérifier les dates, son procès a été fait au parlement de Paris, elle est condamnée par arrêt, à être décapitée, avec confiscation de ses biens au profit du roi. L'arrêt porte également que les armes de la comtesse de Laval doivent être renversées et traînées à la queue d'un cheval dans les rues de Paris. Cependant, elle n'est pas mise à mort, à cause de son dérangement mental, réel ou supposé. Seul le dernier article est mis à exécution. Charles Maucourt de Bourjolly ne parle que d'un procès fait à sa mémoire.